# کیث دولین
کیث دولین (انگلیسی: Keith Devlin؛ زاده ۱۶ مارس ۱۹۴۷) ریاضی‌دان و نویسنده آثار علمی عامه‌پسند بریتانیایی است. وی از سال ۱۹۸۷ در ایالات متحده زندگی کرده‌است. وی تابعیت دوگانه بریتانیایی-آمریکایی دارد.

## زندگی‌نامه
او در انگلستان در کینگستون اپان هال به دنیا آمد و بزرگ شد. در آنجا او به یک مدرسه ابتدایی محلی و به دنبال آن دبیرستان گریتفیلد در هال رفت. در آخرین سال مدرسه به عنوان نماینده دانش‌آموزان منصوب شد. در سال ۱۹۶۸ دولین مدرک کارشناسی (ویژه) را در ریاضیات در کینگز کالج لندن و در سال ۱۹۷۱ مدرک دکتری را در ریاضیات در دانشگاه بریستول تحت نظارت فردریک روباتم گرفت.